# Francisco Verdugo

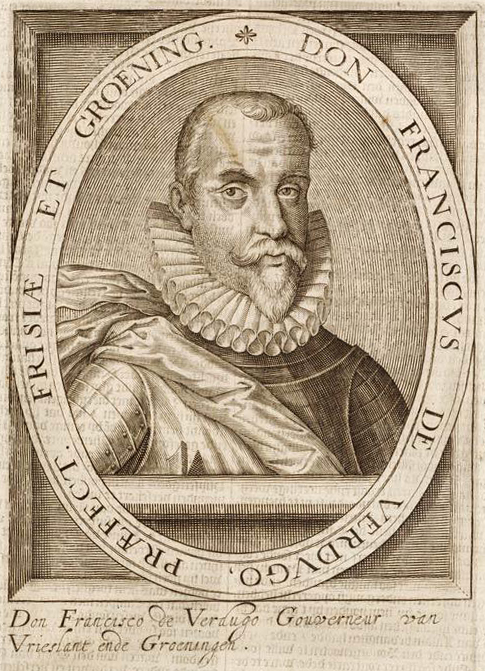
Francisco Verdugo

Don Francisco Verdugo (* 13. März 1537 in Talavera de la Reina; † 22. September 1595 in Luxemburg) war Marschall, Admiral und Statthalter der spanischen Krone in den Spanischen Niederlanden.

## Leben
Francisco Verdugo verließ im Jahr 1555 als 19-Jähriger im Gefolge des Herzogs von Alba seine spanische Heimat, um als einfacher Soldat gegen die Feinde des Katholizismus zu kämpfen. Bei der Schlacht bei Saint-Quentin am 10. August 1557 soll er sich durch seinen ungezügelten Mut vom Rest der Truppe abgehoben haben.
Im Jahr 1573 wurde Verdugo, der mittlerweile zum Admiral der spanischen Flotte in Flandern aufgestiegen war, Gouverneur der Stadt Haarlem, die er zuvor zusammen mit Fadrique Álvarez de Toledo erfolgreich belagert und eingenommen hatte.
Verdugo war als Nachfolger des verstorbenen Georg von Lalaing von 1581 bis 1594 letzter spanischer Statthalter in den nördlichen Provinzen Friesland, Groningen, Drenthe und Overijssel. Seine Herrschaft wurde jedoch von den Unabhängigkeitskämpfern der neu gegründeten Republik der Sieben Vereinigten Provinzen nicht anerkannt, so dass zwei Statthalter bestanden. Auf Seiten der Republik war es Wilhelm von Oranien zusammen mit dessen Nachfolger Wilhelm Ludwig von Nassau.

## Ehe und Nachkommen
Verdugo heiratete 1578 Dorothea, eine Tochter des Grafen Peter Ernst von Mansfeld und Margaretha von Brederode. Die Trauung fand in Luxemburg statt.
Francisco Verdugo hatte drei Söhne, die wie er selber den spanischen Königen in den Südniederlanden dienten und während des Dreißigjährigen Krieges an der Seite der österreichischen Habsburger standen, darunter:
- Guillermo Verdugo († 1628), der für seine Verdienste die westböhmischen Güter Duppau und Maschau erhielt;
- Francisco II. Verdugo († 1650), der sich dauerhaft in Böhmen niederließ.[1]

## Trivia
Verdugo steht im Spanischen für den Beruf von Franciscos Vater: der Scharfrichter.